# Yap Kim Hock
Yap Kim Hock (Muar, 2 de julho de 1970) é um ex-jogador de badminton malaio, medalhista olímpico, especialista em duplas.

## Carreira
Yap Kim Hock representou seu país nos Jogos Olímpicos de Verão de 1996 e 2000, conquistando a medalha de prata, nas duplas em 1996, com a parceria de Cheah Soon Kit.